# Oecetis jasikana
Oecetis jasikana är en nattsländeart som beskrevs av Gibbs 1973. Oecetis jasikana ingår i släktet Oecetis och familjen långhornssländor. Inga underarter finns listade i Catalogue of Life.